# Josef Liehmann
Josef Liehmann (Bílina (Bilin), 17 maart 1796 – Boedapest, 13 april 1858) was een Boheems componist en militaire kapelmeester.

## Levensloop
Liehmann werd in 1816 lid van de militaire muziekkapel van het Oostenrijkse Infanterie Regiment nr. 36 en werd aldaar kapelmeester. In Praag ontwikkelde hij met zijn muziekkapel omvangrijke artistieke werkzaamheden en verzorgde vele concerten. Al toen componeerde hij 12 marsen (Zwölf Märsche des k. k. Regiments Freiherr von Palombini), die in de muziekuitgeverij Hofmann in Praag gepubliceerd werden. In 1850 werd hij dirigent de muziekkapel van het Infanterie Regiment nr. 18 in Boedapest. Ook daar schreef hij wederom een aantal marsen, die toen bij de muziekuitgeverij Diabelli gedrukt en gepubliceerd werden.

## Composities

### Werken voor harmonieorkest
- 1833 Doublier-Marsch
- 1835 Carolinen-Galopp
- 1846 Marsch von Josef Liehmann
- 1849 Einzugsmarsch des Fürsten Windischgrätz in Ofen und Pest
- 1852 Marschfeld-Lager
- 1857 Keyntner Marsch
- Defiliermarsch nach Donizetti's "Die Regimentstochter"
- Defiliermarsch über Lanner's "Maskenbilder"
- Favoritmarsch Nr. 1 des Erzherzogs Franz Carl
- Favoritmarsch Nr. 2 des Erzherzogs Franz Carl
- (Großfürst) Constantin, mars
- Zwölf Märsche des k. k. Regiments Freiherr von Palombini